# Jan Wnęk

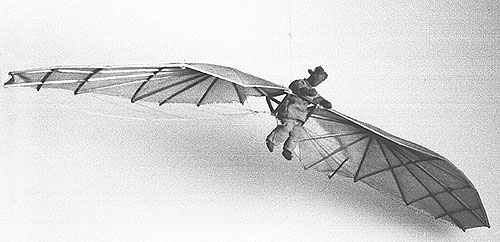
Modell von Jan Wnęks Gleiter im Völkerkundemuseum Krakau

Jan Wnęk (* 1828 in Kaczowka; † 10. Juli 1869 bei Odporyszów) war ein polnischer Zimmermann, Bildhauer und Luftfahrtpionier.

## Leben
Wnęk war Analphabet und eignete sich notwendige Kenntnisse selbst an. Er studierte den Flug von Vögeln, um die Gesetzmäßigkeiten des Fluges zu lernen. Schließlich baute er 1866 ein Gleitflugzeug, das er Loty nannte. Er war dabei an Brust und Hüfte an den Gleiter gebunden. Indem er die Flügel über an seinen Füßen mit Steigbügeln befestigten Seilen verdrehte, konnte er das Luftfahrzeug steuern. Kirchenaufzeichnungen deuten darauf hin, dass er von einer speziellen Rampe auf dem Kirchturm von Odporyszów startete. Der 45 m hohe Turm befand sich auf einem 50 m hohen Hügel, womit Wnęk aus einer Höhe von ca. 95 m startete.
Er führte mehrere öffentliche Flüge über beachtliche Distanzen durch, vor allem an Karneval, religiösen Feiertagen und Neujahr. Wnęk verunglückte 1869 im Alter von 41 bei einem seiner Flüge und starb 2 Monate später an den Folgen. Er ließ keine schriftlichen Aufzeichnungen oder Zeichnungen seiner Arbeit zurück. Er soll auch eine Art Auto konstruiert haben.

## Wiederentdeckung
Wnęk wurde erst im Jahr 1932 von dem Ethnografen Tadeusz Seweryn (1894–1975) bei seinen Forschungen im Bezirk Dąbrowa Tarnowska in der Woiwodschaft Krakau als frühen Flugpionier entdeckt. Er sammelte einige Informationen über Wnęk, die er nach dem Krieg unter dem Titel polnisch Chłopscy potomkowie Ikara ‚Die bäuerlichen Nachkommen des Ikarus‘ veröffentlichte. Der Fotograf Aleksander Minorski (1906–1982) versuchte seinen Landsmann durch sein Buch Ikar znad Dunajca bekannt zu machen. Dafür reiste er nach Odporyszów, um siech die Umgebung anzusehen, in der Wnęk gewirkt hatte, machte Fotos, nahm Messungen vor und fertigte Skizzen an. Er sprach mit den Einwohnern und erfuhr, dass Wnęks Leistungen in der Erinnerung der ältesten Bewohner des Dorfes lebendig geblieben waren. Minorski fand so heraus, dass Wnęk weder Schreiben noch lesen konnte und so, fernab der Großstädte, nichts von den anderen Pionieren der Luftfahrt erfahren hatte. Wnęk baute zunächst ein Modell. Nach der Herbsternte begann er gemeinsam mit seiner Frau Ludwika (geborene Ciombor), einer Weberin, die Flügel anzufertigen. Hierfür verwendete er Leisten aus Eschenholz. Seine Frau webte einen dünnen, leichten Leinenstoff, den sie gemeinsam über die Latten spannten und anschließend mit Lack tränkten, um ihn windundurchlässig zu machen. Im Sommer 1866 unternahm er den ersten Flugversuch von einem nahegelegenen Hügel mit einer steilen Klippe. Spätere Versuche unternahm er vom Glockenturm der Kirche aus. Die Flügel wurden oberhalb der Knie mit einem Gürtel an den Beinen und an der Brust befestigt. Die Füße steckten zusätzlich in Steigbügeln, so dass die Flügel damit bewegt werden konnten. Seinen letzten Flugversuch unternahm er 1869 zu Pfingsten. Er soll während der Vorbereitung für den Flug heimtückisch durch seinen Rivalen, den Bildhauer Michał Sowiński, vom Turm gestoßen worden sein, so dass er nicht in eine stabile Lage kommen konnte und in der Nähe des Waldes abstürzte.

## Andenken

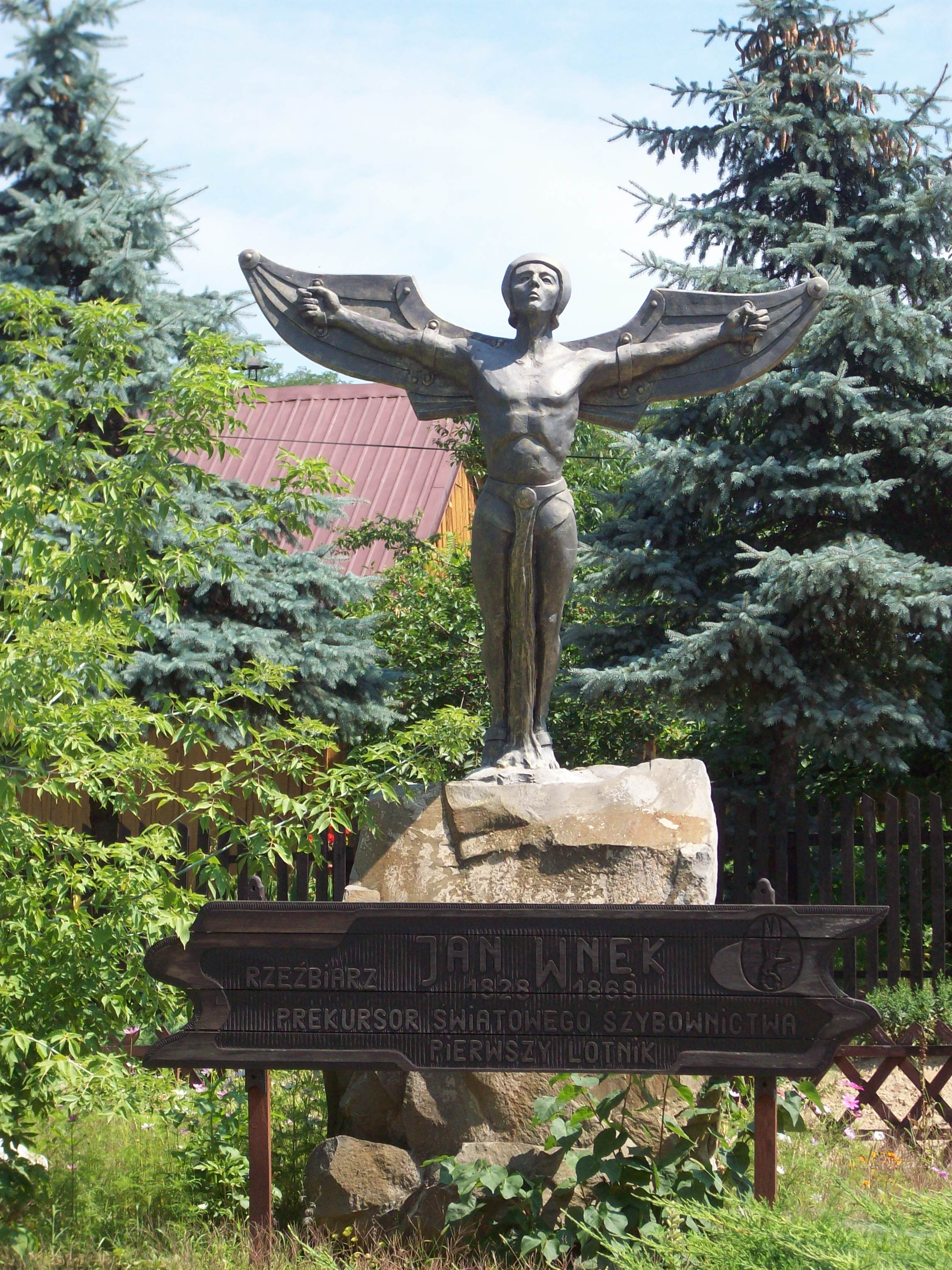
Denkmal für Jan Wnęk

In Odporyszów befindet sich in der Nähe der Absturzstelle ein Denkmal, das an Jan Wnęk erinnert. Es gibt auch ein Museum, in welchem unter anderem Skulpturen von ihm ausgestellt sind. Im Völkerkundemuseum Krakau befindet sich ein Modell seines Gleiters, das allerdings auf Annahmen beruht und nach einem Bericht von Wnęks Schwiegersohn Józef Żołądź nachgebildet wurden.